# Indie.cl
Indie.cl fue una revista en línea chilena orientada a un público juvenil, fundada el 2005. Se caracterizó por centrarse en diferentes temas de aceptación popular y por, a la larga, transformarse en una especie de semillero. En torno a ella se crearon fiestas y eventos.
Al respecto:
"La revista online www.indie.cl es un proyecto iniciado en mayo del año 2005 creado y mantenido por jóvenes que apelan a la colaboración y a la autogestión. La revista ha sacado al aire 31 números que, con más de 600 artículos se ha convertido en un espacio de opinión de amplia cobertura local. La revista indie.cl es de carácter mensual.
El proyecto se embarca en el circuito alternativo e independiente en cuanto a editorial y difusión se refiere, y pretende consolidarse como un medio popular para jóvenes con libre opinión y de intereses diversos. Asi mismo, el colectivo se hace presente en múltiples actividades culturales, como lo son recitales poéticos, performances, obras teatrales, conciertos y producciones audiovisuales, comprometiendo nuestro espíritu diverso en productos y eventos culturales de fuerte impacto en la sociedad chilena, Por ejemplo: creación de videoclips, encuentros de poesía nacionales, auspicios y patrocinamiento de obras e intervenciones urbanas". 
La revista se plantea en receso desde junio de 2011.

## Historia
Indie.cl nace en 2005 de la mano del estudiante Sebastián López, que sería su primer director, y de la filósofa y escritora Andrea Ocampo Cea, su primera editora general. Durante su existencia, hasta el 2011, contó con colaboradores como los escritores Federico Zurita, Antonio Díaz Oliva, Bruce Gibbons, Oscar Saavedra, Galo Ghigliotto, Gabriel Pinto y Rodrigo Arenas Carter, Bruno Córdova, los fotógrafos Pedro Quintana, Jorge Alliende, Jorge Matta, entre otros.

## Secciones
indie.cl contaba con diversas secciones: Demoliendo Teles (crítica de televisión), Ego Sum, Teatro, Tendencias, columnas en primera persona, Cuentos, Poesía, Vintage, Acoples, Cine, Pesados no tontos, entre otros.

## Personal
Sebastián López (Director), Andrea Ocampo Cea (Editora General) Federico Zurita (Teatro), Antonio Díaz Oliva, Oscar Saavedra, Galo Ghigliotto, Bruno Córdova, Bruce Gibbons (Cine y Teatro), Rodrigo Arenas Carter (Tendencias), Cristian Pávez, Carolina Moro, Diego Araya, Jorge Matta, Jorge Alliende, María José Vergara, Ana Sas, entre otros.

## Recepción
La revista se planteó como una alternativa ante otros proyectos de la época, como Zona de Contacto, Paniko.cl, Disorder, Blank o Lat33. Tuvo gran influencia en su llegada al público, siendo invitada a participar de otros proyectos.